# Hyperon

Alla kombinationer av tre u, d eller s-kvarkar med total spin 3/2; de sex på de nedre raderna är hyperoner.

En hyperon är en baryon med större massa än protonens. Hyperoner är baryoner med åtminstone en särkvark och resten upp- eller nerkvarkar. Dessa partiklar är inte stabila och deras livstid är ungefär 10-10 sekunder. Det finns sigma, xi och lambdahyperoner. Hyperoner interagerar med starka kraften och hyperoner som befinner sig i grundtillståndet sönderfaller via den svaga kraften.